# Senna (planta)
Senna (de nombre vulgar sen) es un género de la familia Fabaceae con más de 250 especies. Es nativo de todas las regiones tropicales, con alguna de las especies distribuidas por las regiones templadas.  Comprende 332 especies descritas y de estas solo 263 aceptadas. Las especies de este género poseen flores amarillas. Pueden ser hierbas, pequeños árboles o incluso lianas, pero típicamente son arbustos o subarbustos.

## Descripción

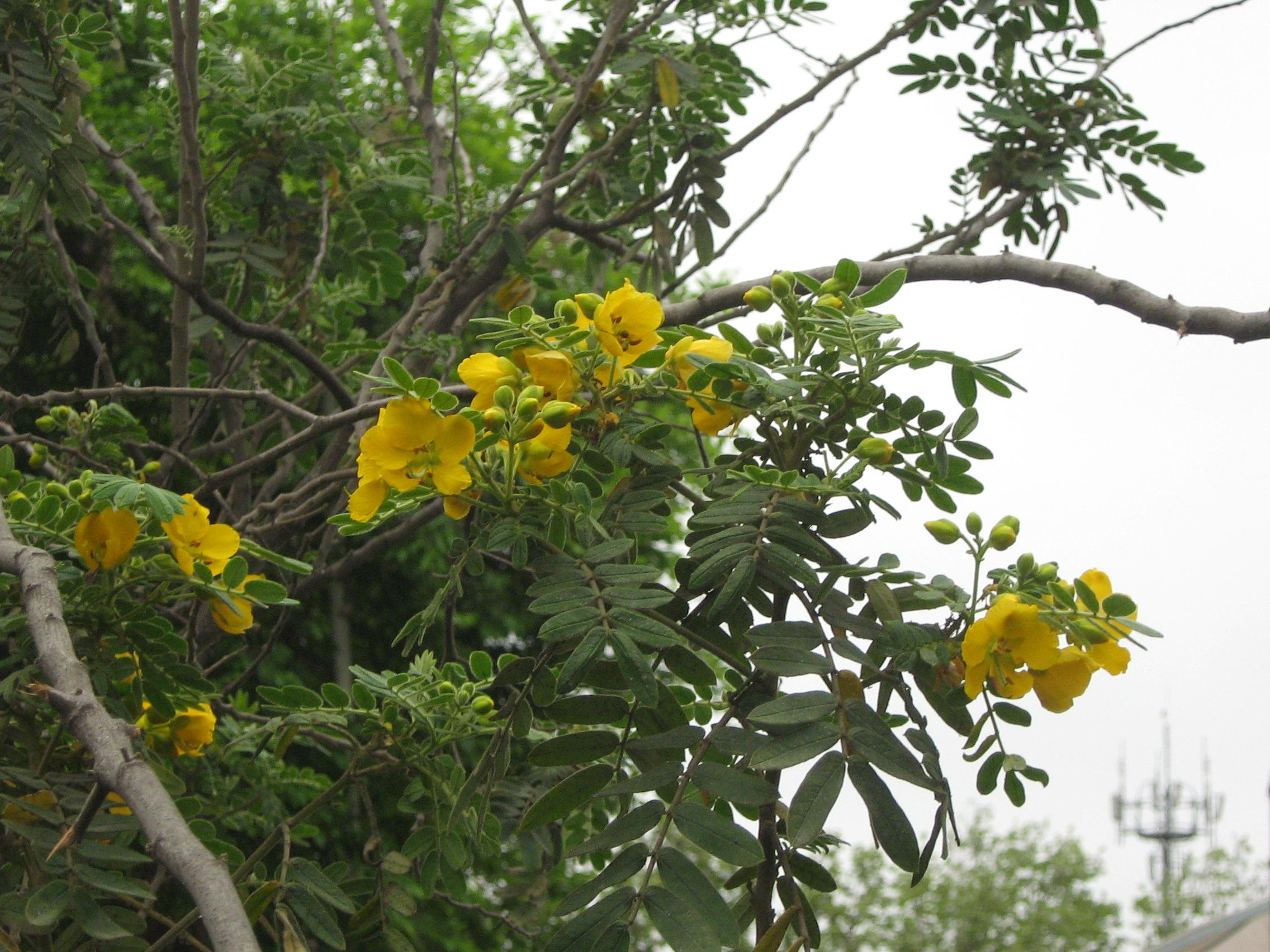
S. candolleana

Son árboles, arbustos, trepadoras o hierbas, algunas monocárpicas. Hojas paripinnadas, pubescentes con tricomas simples en nuestras especies; a veces con nectarios peciolares abultados o claviformes (nunca cóncavos), estípulas y pulvínulos presentes.
Inflorescencias racemosas, axilares, a veces reducidas a una o dos flores, los racimos individuales entre las hojas o formando una panícula corimbosa efoliada, pedicelos bracteados y ebracteolados; hipanto cupular, sólido; sépalos libres, imbricados en yema, los internos generalmente más grandes; corola zigomorfa o irregular, pétalos 5, en nuestras especies amarillos (blanquecinos o café-anaranjados cuando marchitos); androceo zigomorfo, los estambres en general progresivamente más largos desde el lado adaxial hacia el lado abaxial de la flor y modificados en grupos de 3 estaminodios cortos, 4 centrales fértiles y 3 abaxiales largos y fértiles, pero algunos de estos ausentes en algunas especies, filamentos rectos o curvados (ninguno sigmoideo), las anteras basifijas, las fértiles rectas o incurvadas, truncadas o rostradas, con uno o dos poros apicales; ovario céntrico o ampliamente desplazado. Las anteras poricidas requieren polinización por zumbido.
Fruto terete, 4-angulado, plano-comprimido o a veces alado longitudinalmente, las valvas papiráceas, coriáceas, suculentas o leñosas, la cavidad continua o transversalmente septada, seca o carnosa por dentro, dehiscencia tardía en nuestras especies, a través de 1 o ambas suturas, las valvas no enrolladas, o a veces indehiscente o lomentiforme (S. skinneri); semillas 1- o 2-seriadas, testa areolada o no.

## Taxonomía
Este género fue descrito por Philip Miller y publicado en The Gardeners Dictionary...Abridged...fourth edition vol. 3. 1754. La especie tipo es: Senna alexandrina Mill.
- Senna (subdivisión de Cassia sensu lato) v.g. S. alexandrina Mill.

## Algunas especies
- Senna aculeata

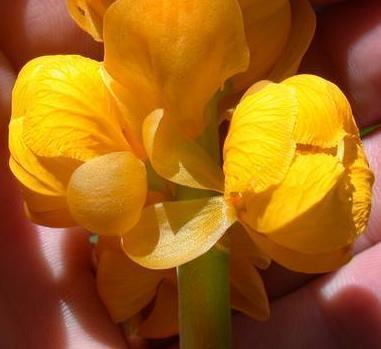
Arbusto candela (flores de Senna alata).

- Senna alexandrina Mill. (sin. Cassia acutifolia Delile, Cassia angustifolia  M. Vahl, Cassia senna  L.)
- Senna alata (arbusto candela)
- Senna candolleana (quebracho)
- Senna didymobotrya
- Senna fruticosa
- Senna hebecarpa
- Senna helmsii
- Senna hirsuta
- Senna italica
- Senna ligustrina
- Senna lindheimeriana
- Senna macranthera
- Senna marilandica
- Senna multiglandulosa
- Senna multijuga
- Senna nicaraguensis
- Senna nitida
- Senna italica (sin Cassia obovata Collad.)
- Senna obtusifolia
- Senna occidentalis
- Senna odorata
- Senna oligophylla
- Senna pallida (Vahl) H.S.Irwin & Barneby (= Cassia biflora L.), denominada comúnmente abejón[5]
- Senna purpusii
- Senna siamea (sin. Cassia siamea)
- Senna viarum
- Senna wislizeni (sin. Cassia wislizeni, Palmerocassia wislizenii)

## Uso farmacéutico
Los senósidos extraídos de estas plantas tienen un efecto laxante debido a la irritación del revestimiento intestinal. Su uso está aprobado por la Administración de Medicamentos y Alimentos de los Estados Unidos.